# Günther Platter

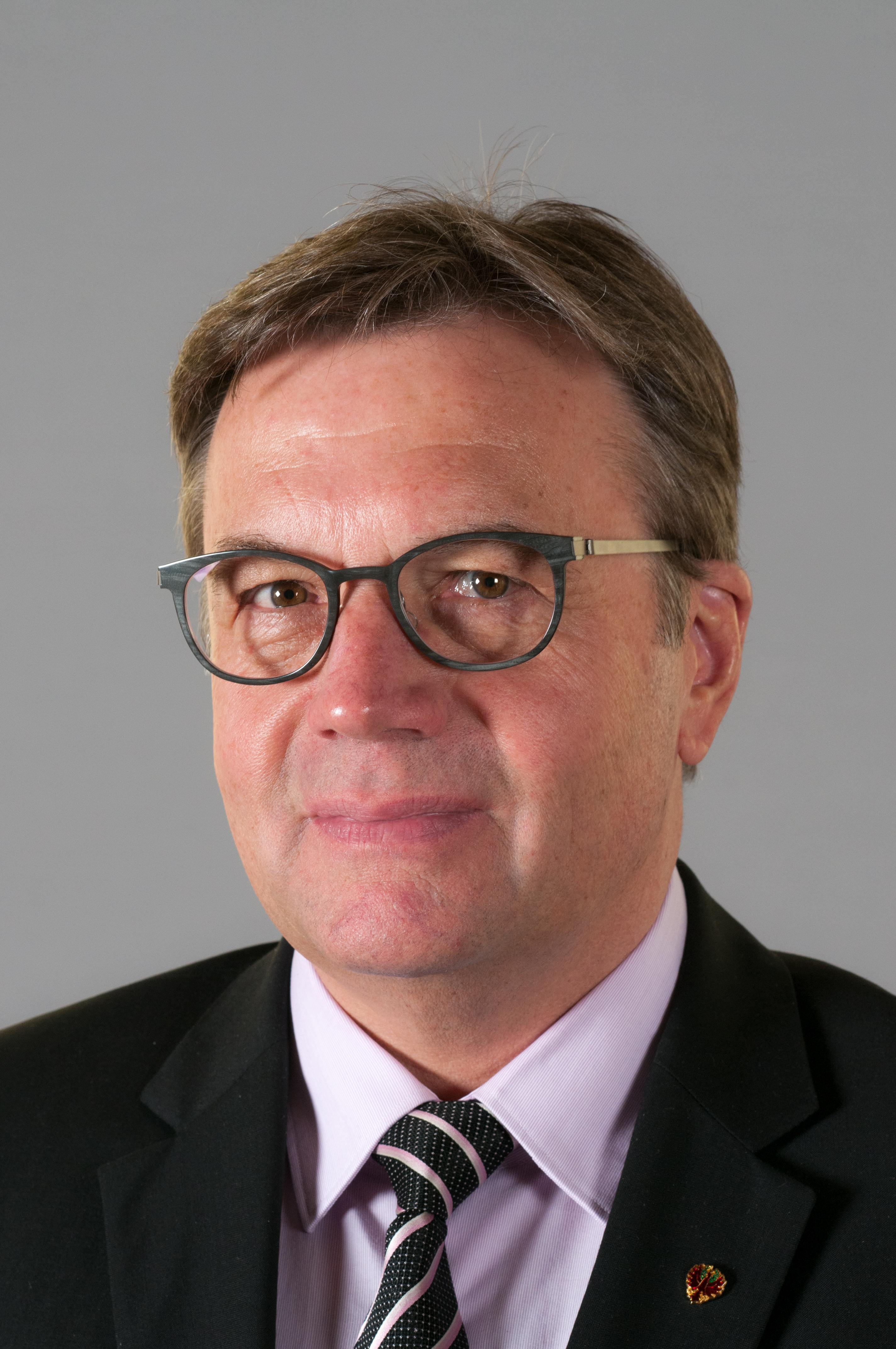
Günther Platter, 2017

Günther Platter (* 7. Juni 1954 in Zams, Tirol) ist ein ehemaliger österreichischer Politiker (ÖVP) und war vom 1. Juli 2008 bis zum 25. Oktober 2022 14 Jahre lang Landeshauptmann von Tirol. Er führte die Tiroler Landesregierung Platter I, II und III an.
Von Jänner 2007 bis zu seiner Wahl zum Tiroler Landeshauptmann war er Innenminister im Kabinett Gusenbauer. Dem Kabinett Schüssel II gehörte er als Verteidigungsminister sowie als interimistischer Innenminister an.

## Berufliche Laufbahn
Nach Abschluss einer Lehre zum Buchdrucker bei Tyrolia in Landeck und abgeleistetem Präsenzdienst (1973–74) trat Günther Platter 1976 der Bundesgendarmerie bei und versah in der Folge in Landeck und Imst seinen Dienst (Alpinismus, Kriminaldienst, Personal, Bezirkssportwart).

## Politische Laufbahn

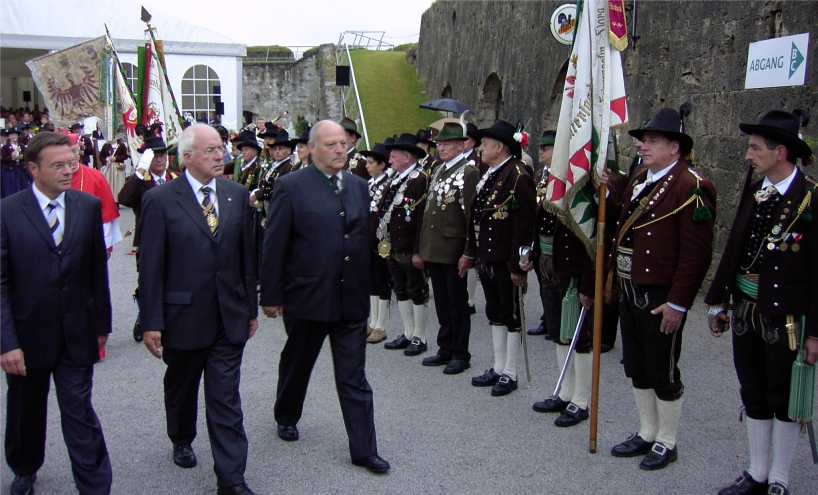
Günther Platter, der damalige österreichische Verteidigungsminister, Herwig van Staa, damaliger Landeshauptmann von Tirol und Luis Durnwalder, Landeshauptmann von Südtirol beim Abschreiten einer Ehrenkompanie der Kufsteiner Schützen am 15. August 2004

Platter begann seine politische Laufbahn 1986 als ÖVP-Gemeinderat in Zams. Von April 1989 bis November 2000 war er Bürgermeister seiner Heimatgemeinde. Nach der Nationalratswahl 1994 beendete er seine Laufbahn bei der Bundesgendarmerie und zog am 7. November 1994 als Abgeordneter der ÖVP in den Nationalrat ein. Er war Mitglied im Innen- und im Verteidigungsausschuss und ab 1994 Exekutivsprecher der ÖVP, ab 1999 deren Wehrsprecher, Delegierter für WEU und NATO und Mitglied des Landesverteidigungsrates. Am 1. Juli 2000 wurde er Landesparteiobmann-Stellvertreter der ÖVP Tirol. Nachdem er am 9. November 2000 Landesrat für Schule, Sport, Kultur, Arbeitnehmerförderung und Staatsbürgerschaftswesen in der Tiroler Landesregierung geworden war, legte er am 14. November sein Abgeordnetenmandat zurück. Am 17. März 2001 wurde er zum Landesobmann der Tiroler Landesorganisation des Arbeiter- und Angestelltenbundes gewählt, der er seit 13. Februar 1979 angehört (seit 1994 im Landesvorstand). Als Wendelin Weingartner (ÖVP) sich 2002, nach fast zehn Jahren als Tiroler Landeshauptmann, in den Ruhestand zurückzog, galt Platter als ein möglicher Kandidat für seine Nachfolge, unterlag in einer Kampfabstimmung aber dem damaligen Innsbrucker Bürgermeister Herwig van Staa. Nach der Nationalratswahl 2002 wurde Platter erstmals in die österreichische Bundesregierung berufen. Platter wurde am 23. Juni 2008 durch die ÖVP Tirol als Landeshauptmann-Kandidat für Tirol nominiert. Maria Fekter folgte ihm als Innenministerin nach.

### Position als Verteidigungsminister
Am 28. Februar 2003 wurde Platter als Bundesminister für Landesverteidigung in der Bundesregierung Schüssel II, einer Koalitionsregierung von ÖVP und FPÖ (später BZÖ), angelobt. Vorübergehend übernahm er nach dem Rücktritt Ernst Strassers von 11. Dezember bis 22. Dezember 2004 auch das Innenministerium, wodurch Platter kurzzeitig sowohl für das Bundesheer wie auch für die Polizei verantwortlich war.
In Platters Amtszeit als Verteidigungsminister fiel unter anderem die Anschaffung von Eurofighter-Kampfflugzeugen für das Bundesheer (siehe Eurofighter-Affäre), die Zusage zur Teilnahme österreichischer Bundesheersoldaten an EU-Eingreiftruppen, die 2004 begonnene umfassende Heeresreform und die Verkürzung des Präsenzdienstes von acht auf sechs Monate (mit 1. Jänner 2006 per Ministerverordnung in Kraft getreten).
Für Diskussionen sorgte Platters Nutzung einer Saab-105-Maschine, die ihm als Verteidigungsminister für besonders dringende Dienstreisen zur Verfügung stand. Platter nutzte die Saab 105 im Jahr 2003 unter anderem für einen Rückflug aus einem Urlaub in Tirol zu einer dringlichen Anfrage im Parlament und für die Reise von einem Auftritt der Militärmusik Tirol zu der Kranzniederlegung der Bundesregierung anlässlich des 50. Jahrestages der Wiedererrichtung der Republik Österreich und einen Betriebsbesuch.

### Position als Innenminister
In der Folge der Nationalratswahl 2006 wurde die ÖVP-BZÖ-Koalition von der Regierung Bundeskanzler Alfred Gusenbauers, einer SPÖ-ÖVP-Koalition, abgelöst. Neuer Verteidigungsminister wurde Norbert Darabos (SPÖ). Platter wechselte als Minister in das Bundesministerium für Inneres.
Im Regierungsprogramm wurden die beiden Schwerpunkte Innere Sicherheit und Integration als Hauptaufgaben im Innenressort genannt. Als Innenminister setzte Platter die restriktive Linie seiner Vorgängerin Liese Prokop fort und war gegen eine Kurskorrektur bei der Zuwanderung. Aus dem von Menschenrechtsorganisationen kritisierten Fremdenrecht, das im Jahr 2005 von der ÖVP-BZÖ-Regierung mit den Stimmen von FPÖ und einem Großteil der SPÖ-Abgeordneten beschlossen wurde, sollen „keine Härten entfernt“ werden. In einem Interview mit der österreichischen Tageszeitung Der Standard bezeichnete Platter die Zwangsernährung von Menschen in der Abschiebehaft als „Heilbehandlung“.
Eine weitere Verkürzung des als Wehrersatzdienst gedachten Zivildienstes von neun auf sechs Monaten und damit eine Angleichung an die Dauer des Präsenzdienstes lehnte Platter ab, was zu einer Meinungsverschiedenheit zwischen den beiden Koalitionspartnern führte.
Im Vorfeld der Fußball-Europameisterschaft 2008 in Österreich und der Schweiz sowie aufgrund von Ausschreitungen in der heimischen Fußball-Bundesliga forderte Platter die präventive Inhaftierung von potenziellen Hooligans. Amtsbekannte Personen sollten unter Verstoß gegen die österreichische Bundesverfassung und die Menschenrechtskonvention vor Fußballspielen bereits in Haft genommen werden können, wenn nur die Möglichkeit besteht, dass sie neuerlich strafbare Handlungen setzen könnten. Platters Begründung, wonach dies bereits sehr erfolgreich bei der Weltmeisterschaft 2006 in Deutschland praktiziert wurde, wies das deutsche Innenministerium allerdings als unwahr zurück. Der Koalitionspartner SPÖ sowie Verfassungsexperten und Menschenrechtsorganisationen lehnten den Vorschlag ab.
In einem Interview mit der Tageszeitung Kurier kündigte Platter an, in der Verbrechensbekämpfung künftig auch sogenannte „Behörden-Trojaner“ (siehe Online-Durchsuchung) einzusetzen, um somit Zugriff auf die Daten von Computerbenutzern zu erhalten.
Platters Aussage, Asylwerber beziehungsweise sie vertretende Anwälte und NGOs seien selbst schuld daran, dass Asyl-Verfahren in Österreich oft mehrere Jahre dauerten, wurde von der Organisation SOS Mitmensch kritisiert, die dem Minister fehlendes „rechtsstaatliches Bewusstsein“ vorwarf, von ÖVP und FPÖ wurde er verteidigt. Platter hatte von seinen Vorgängern strukturell überlastete Asylbehörden übernommen. So waren mit dem Stichtag 28. Februar 2007 insgesamt 14.604 Verfahren bereits länger als drei Jahre anhängig, während das Gesetz eine Frist von sechs Monaten vorschreibt. Platter kündigte an, mit einem Asylgerichtshof die Verfahren zu verkürzen. Das diesbezügliche Gesetz, das die Einrichtung des Asylgerichtshofes mit 1. Juli 2008 vorsieht, sieht vor, dass sich Asylwerber nicht mehr an den Verwaltungsgerichtshof wenden können.
Nachdem Härtefälle des österreichischen Fremdenrechts publik geworden waren – so wurde etwa die Abschiebung einer 80-jährigen Türkin durch die Dornbirner Fremdenpolizei im Juli 2007 vom Verfassungsgerichtshof gestoppt –, kam der Menschenrechtsbeirat im Innenministerium in einem Bericht zu dem Schluss, dass das Fremdenrechtspaket in Teilen nicht der Europäischen Menschenrechtskonvention entspreche und somit möglicherweise menschenrechtswidrig sei. Platter entgegnete, das Fremdenrecht sei nicht menschenrechtswidrig und zudem 2005 von einer parlamentarischen Mehrheit aus ÖVP, BZÖ, FPÖ und SPÖ beschlossen worden. In einem Interview mit dem Online-Jugendmagazin Chilli.cc im August 2008 gestand Landeshauptmann Günther Platter ein, als Innenminister bei der Anwendung des Fremdenrechts „unverständlich hart“ gewesen zu sein.

### Landeshauptmann von Tirol
Die ÖVP zog mit Landeshauptmann Herwig van Staa als Spitzenkandidat in die Landtagswahl in Tirol am 8. Juni 2008. Die ÖVP erhielt 40,5 Prozent der Stimmen, 9,4 Prozentpunkte weniger als bei der Landtagswahl 2003. Van Staa trat am 23. Juni von seiner Funktion als Landeshauptmann zurück. Die ÖVP nominierte am selben Tag Platter als Landeshauptmann-Kandidat, wobei er sich gegen die Landesrätinnen Elisabeth Zanon und Anna Hosp durchsetzte. Mit den Landesräten Christian Switak, Bernhard Tilg, Patrizia Zoller-Frischauf und Beate Palfrader holte Platter politische Neulinge in die Landesregierung, nur Anton Steixner behielt seinen Sitz.
Platter war in seiner ersten Amtsperiode mit den Folgen der Wirtschaftskrise 2009 konfrontiert. 2012 hatten Tirol und Salzburg die niedrigste Arbeitslosenquote von 271 EU-Regionen.
Im Zuge des 2011 eingesetzten bundesweiten parlamentarischen Untersuchungsausschusses zur Klärung von Korruptionsvorwürfen gab es Auseinandersetzungen über eine angebliche Geschenkannahme wie auch Meinungen, dass Jagdeinladungen an einen Landeshauptmann den Geruch des Anfütterns haben.
Finanzlandesrat Christian Switak trat im Februar 2012 wegen einer Geschenkannahmediskussion aus der Landesregierung aus. Im März 2013 wurde bekannt, dass die Korruptionsstaatsanwaltschaft die Ermittlungen gegen Switak eingestellt hat.
Bei den Innsbrucker Gemeinderatswahlen im Frühjahr 2012 unterstützte Platter als Landesparteiobmann die ÖVP und ihren Bürgermeisterkandidaten Christoph Platzgummer; es kam zu Konflikten mit der Siegerin der Stichwahl Christine Oppitz-Plörer (ebenfalls ÖVP-Mitglied).
Am 29. Mai 2012 sorgte Platter für Schlagzeilen, als er den österreichischen Nationalspieler David Alaba im Trainingslager in Seefeld besuchte und Alaba mit den Worten „How do you do?“ begrüßte.
Am 20. Juni 2012 rettete Platter in seinem Heimatort Zams eine alte Frau aus einem völlig verrauchten Haus.
Zum 1. Juli 2012 übernahm Platter turnusmäßig für ein halbes Jahr den Vorsitz in der Landeshauptleutekonferenz. Für österreichweite Schlagzeilen sorgte er neuerlich, als er sich Ende August 2012 für die Gesamtschule aussprach und damit die Haltung der Bundespartei konterkarierte.
Mitte Jänner 2013 traten seine parteiinternen Gegnerinnen Anna Hosp und Christine Oppitz-Plörer in einer Pressekonferenz gemeinsam auf und kündigten an, bei der
Landtagswahl die neue Liste Vorwärts Tirol unterstützen zu wollen. Spitzenkandidat werde der frühere SPÖ-Landesrat Hans Lindenberger sein. Platter kündigte daraufhin den Parteiausschluss von Hosp und Oppitz-Plörer aus der ÖVP an.
Am 6. April 2013 wurde Günther Platter am 21. Landesparteitag der ÖVP Tirol im Vorfeld der Landtagswahl mit 98,13 Prozent als Landesparteiobmann der ÖVP Tirol bestätigt. Die meisten Meinungsumfragen hatten deutliche Stimmenverluste der ÖVP prognostiziert, tatsächlich fielen diese aber mit rund einem Prozent überraschend gering aus. Nach Sondierungsgesprächen mit den im Landtag vertretenen Parteien sprach sich Platter für eine schwarz-grüne Koalition aus, womit die SPÖ Tirol erstmals seit der Landtagswahl 1945 auf den Oppositionsbänken Platz nehmen musste. Platter wurde in der Landtagssitzung vom 24. Mai 2013 wieder zum Landeshauptmann gewählt, die Mitglieder der neuen Regierungskoalition des Kabinetts Platter II traten mit diesem Tag ihr Amt an.
Nach Kritik in den Medien verneinte Platter ein Behördenversagen in Tirol wegen zahlreicher infizierter Urlauber im März 2020 bei der COVID-19-Pandemie in Österreich. Platter äußerte zudem, dass die Touristen eine Eigenverantwortung wahrzunehmen hätten.
Am 13. Juni 2022 gab Platter bekannt, bei der nächsten Landtagswahl nicht mehr zu kandidieren, als Nachfolger wurde Anton Mattle designiert. Am 9. Juli 2022 wurde Mattle zu seinem Nachfolger als Landesparteiobmann der Tiroler Volkspartei gewählt.

## Sonstiges
Platter ist seit 1978 verheiratet und Vater von zwei erwachsenen Söhnen.
Er ist Präsident der Musikkapelle Zams, bei der er 28 Jahre lang als Tenorhornist tätig war; seit dem 18. März 2001 ist er Präsident des Tiroler Landestrachtenverbandes, Landesoberstschützenmeister des Tiroler Landesschützenbundes und Präsident des Tiroler Sängerbundes. Platter ist auch Präsident des Tiroler Blasmusikverbandes.
Er ist Ehrenmitglied der katholischen Mittelschülerverbindung Amelungia Innsbruck (AMI) im MKV.

## Ehrungen und Auszeichnungen
- 2007: Großes Goldenes Ehrenzeichen am Bande für Verdienste um die Republik Österreich[25]
- 2008: Ehrenzeichen des Landes Tirol
- 2010: Verdienstkreuz „al Merito“ des Ritterordens vom Heiligen Grab zu Jerusalem[26]
- 2012: Ehrensenator der Universität Innsbruck
- 2016: Ehrenring der Gemeinde Pfaffenhofen (Tirol)
- 2024: Großes Goldenes Ehrenzeichen für Verdienste um das Land Wien mit dem Stern[27][28]